# Randall Duk Kim
Randall Duk Kim (Hawaï, 24 september 1943) is een Amerikaans acteur van Koreaanse afkomst.

## Loopbaan
Kim is met zijn Koreaanse afkomst in films en televisieseries te zien waarvan opvallend veel rollen zijn bedoeld voor een Zuidoost-Aziatisch personage. Hij is het meest bekend met de rol van de Keymaker in de film The Matrix Reloaded en met de stem van Master Oogway in Kung Fu Panda en de vervolgen daarop. In andere films, zoals Dragonball Evolution, nam hij de rol van grootvader Gohan op zich en in Ninja Assassin die van Tattoo Master. Hij bracht ook een groot gedeelte van zijn carrière door in de theaters. In 1996 stond hij op Broadway met de musical The King and I als Kralaholme.

## Filmografie

### Films
- 1970: The Hawaiians, als Asia at 19
- 1970: Tora! Tora! Tora!, als Tadao, Japanese Messenger Boy
- 1998: The Replacement Killers, als Alan Chan
- 1998: The Thin Red Line, als Nisei Interpreter
- 1999: Anna and the King, als General Alak
- 2003: The Matrix Reloaded, als The Keymaker
- 2005: Memoirs of a Geisha, als Dr. Crab
- 2005: Homecoming, als Whitaker
- 2006: Falling for Grace, als Mr. Hung
- 2007: Year of the Fish, als Auntie Yaga / Old Man / Foreman
- 2008: Kung Fu Panda, als Oogway (stem)
- 2009: Dragonball Evolution, als Gohan
- 2009: Ninja Assassin, als Tattoo Master
- 2010: The Last Airbender, als Old Man in Temple
- 2014: John Wick, als Continental Doctor
- 2016: Kung Fu Panda 3, als Oogway (stem)
- 2019: John Wick: Chapter 3 – Parabellum, als The Doctor

### Televisieseries
- 1968-1969: Hawaii Five-O, als Eddie / Oscar / John Lo (3 afl.)
- 2001: 100 Centre Street, als Pham Van Trong (1 afl.)
- 2006: Thief, als Uncle Lau (3 afl.)
- 2008: Cashmere Mafia, als John Mason (1 afl.)
- 2008: New Amsterdam, als Donald Chen (1 afl.)
- 2008: Fringe, als Dashiell Kim (1 afl.)
- 2011-2012: Kung Fu Panda: Legends of Awesomeness, als Oogway (stem, 2 afl.)
- 2012: Person of Interest, als Mr. Han (1 afl.)
- 2012: Elementary, als Old Man (1 afl.)

### Computerspellen
- 2003: Enter the Matrix, als Keymaker (stem)
- 2005: Red Ninja: End of Honor, als Shingen (stem)
- 2007: Stranglehold, als James Wong

## Theaterwerk
- 1974: Pericles, Prince of Tyle (The Public Theater, New York)
- 1978-1979: Hamlet, als Prince Hamlet (Guthrie Theater, Minneapolis)
- 1996-1998: The King and I, als Kralaholme (Broadway, New York)
- 1998: Golden Child, als Andrew Krong (Broadway, New York)
- 2002-2003: Flower Drum Song, als Wang (Braodway, New York)